# 圣让德特雷济
圣让德特雷济（法語：Saint-Jean-de-Trézy，法語發音：[sɛ̃ ʒɑ̃ də tʁezi]）是法国索恩-卢瓦尔省的一个市镇，属于欧坦区。

## 地理
圣让德特雷济（46°50'11"N, 4°35'14"E）面积11.1 平方千米，位于法国勃艮第-弗朗什-孔泰大區索恩-卢瓦尔省，该省份为法国中部省份，北起顺时针与科多尔省、汝拉省、安省、罗讷省、卢瓦尔省、阿列省和涅夫勒省接壤。
与圣让德特雷济接壤的市镇（或旧市镇、城区）包括：库什、代讷维、埃塞尔泰讷、佩勒伊、德讷河畔圣贝兰、德讷河畔圣莱热、圣皮埃尔德瓦雷讷。

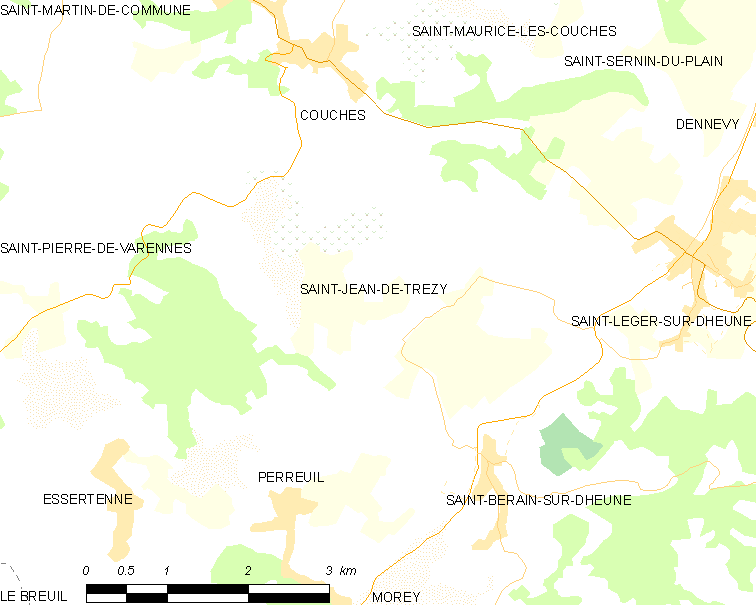
圣让德特雷济的OSM定位图

圣让德特雷济的时区为UTC+01:00、UTC+02:00（夏令时）。

## 行政
圣让德特雷济的邮政编码为71490，INSEE市镇编码为71431。

## 政治
圣让德特雷济所属的省级选区为沙尼县。

## 人口

1962-2008年间圣让德特雷济人口变化图示

圣让德特雷济于2022年1月1日时的人口数量为377人。